# Nyfascism
Nyfascism är en form av fascism som uppkom efter andra världskrigets slut. Många nyfascister beundrar Benito Mussolini, och fascineras av fascistisk ideologi och ritualer. En annan inspirationskälla är Julius Evola. Nyfascism innefattar vanligtvis auktoritär-ultranationalism, populism, antikommunism och motstånd mot parlamentarisk och liberal demokrati.
Nyfascism betecknar ursprungligen den så kallade republikansk-fascistiska rörelse som efter störtandet av Mussolini 1943 organiserades i de områden av Italien vilka ännu behärskades av tyskarna.

## Nyfascismens historia
Efter andra världskrigets slut 1945 och Salórepublikens fall konstituerades redan 1946 det fascistiska partiet Movimento Sociale Italiano (MSI). I partiet gick främst före detta Salóveteraner som Junio Valerio Borghese med och partiet etablerades snabbt. Politiskt sett ville partiet ha tillbaka den politik som fördes i Salórepubliken som av många fascister ansågs vara idealet för hur fasciststaten borde ha sett ut under 1920- och 1930-talet.
Under 1960- och 1970-talet utvecklades situationen, i de våldsamma gatustriderna som skedde mellan kommunister och nyfascister i Italien mördades många unga aktivister ur båda politiska grupperna av deras fiender och kravaller och terrordåd var inte ovanligt. Bland de aktiva grupperna utmärkte sig Nuclei Armati Rivoluzionari som sägs ligga bakom bombdådet mot järnvägsstationen i Bologna.
Fascismen utvecklades även en hel del och grupperingar som låg inom tredje positionen etablerade sig mer och mer, många av de nyfascistiska italienska aktivisterna ville bekämpa kapitalismen, kommunismen och det moderna samhället, därför hämtades, liksom under den tidiga fascismen, inspiration både från höger och vänster. 
Många av de italienska fascisterna väljer att distansera sig ifrån nazismen och Hitlertyskland som en utländsk ockupationsmakt, men tar Mussolinis fascism (antingen den ursprungliga eller den betydligt mer kontroversiella kollaborationsregimen under Salòrepubliken) i försvar. Någon tydlig rasism är inte alltid uttalad, men har blivit mer påtaglig i frågan om exempelvis utomeuropeisk invandring från Nordafrika. Till skillnad från nynazismen i Tyskland växte den italienska nyfascismen fram och etablerade sig direkt efter krigsslutet och försvann aldrig från den politiska scenen i Italien, med flera gamla fascister och rentav Salòveteraner (som Augusto de Marsanich, Rodolfo Graziani och Giorgio Almirante) verksamma på den politiska scenen både mot krigsslutet som direkt efter segerdagen 1945, medan nynazismen i Tyskland och tyskockuperade Europa mer eller mindre krossades, nazismanstrukna partier förbjöds och återfick nämnvärd styrka först under 1980-talet, en generation efter krigsslutet. I det italienska fallet förbjöds PNF/PRF, vilket är inskrivet i den gällande italienska grundlagen, medan motstånd mot nyare organisationer varit huvudsakligen begränsat till extraparlamentariska vänsterorganisationer. Den tidigare ordföranden för MSI Gianfranco Fini, som ingick i flera av Silvio Berlusconis regeringar, uttalade först 2003 ett fördömande av fascismen från talarstolen i deputeradekammaren som en "absolut ondska".